# Американо-шведские отношения
Американо-шведские отношения — двусторонние дипломатические отношения между США и Швецией. 

## История

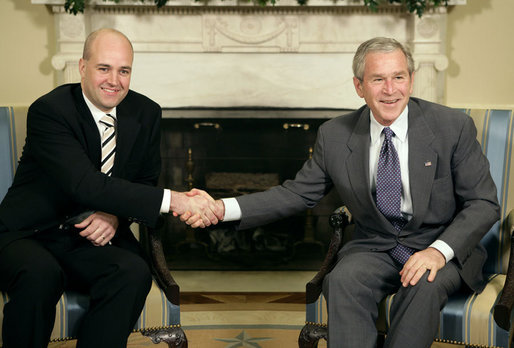
Йон Фредрик Райнфельдт на встрече с Джорджем Бушем в 2007 году.

Отношения между США и Швецией строятся на общем историческом наследии, которое восходит к 1638 году когда первая партия шведских иммигрантов прибыла на берег Делавэра. Швеция была одной из первых стран, признавших независимость США в 1783 году и две страны с тех пор поддерживают прочные двусторонние отношения, основанные на общих ценностях и интересах.  Шведские войска воевали в Афганистане.

## Торговля
Швеция очень зависит от экспорта и имеет одну из самых международно интегрированных экономик в мире. Правительство Швеции расширяет свою экспортную базу от традиционного европейском рынке, старается найти партнёров в Азии, Южной Америке и Соединенных Штатах. В сочетании с хорошо образованным населением, развитой телекоммуникационной сети и стабильной политической обстановки, шведская экономика является одной из самых образцовых в мире.
Граждане Швеции могут находиться с визитом в США без визы, но не более 90 суток.